# Futsal en los Juegos Asiáticos Bajo Techo y de Artes Marciales
El Futsal es una de las disciplinas en la que se disputan medallas en los Juegos Asiáticos Bajo Techo y de Artes Marciales. Se celebró por primera vez en 2005.

## Palmarés
| Año  | Sede             | Campeón | Final Resultado     | Subcampeón | Tercer lugar | Resultado      | Cuarto lugar |
| ---- | ---------------- | ------- | ------------------- | ---------- | ------------ | -------------- | ------------ |
| 2005 | Bangkok          | Irán    | 3:0                 | Tailandia  | Uzbekistán   | 4:2            | China        |
| 2007 | Macao            | Irán    | 7:4                 | Tailandia  | Uzbekistán   | 3:2            | China        |
| 2009 | Hanói            | Irán    | 3:3 pró. (5–4) pen. | Tailandia  | Uzbekistán   | 2:0            | Turkmenistán |
| 2013 | Incheon          | Irán    | 5:2                 | Japón      | Tailandia    | 9:6            | Kuwait       |
| 2017 | Asjabad          | Irán    | 7:1                 | Uzbekistán | Japón        | 1:1 (3–1) pen. | Afganistán   |
| 2021 | Bangkok/Chonburi |         |                     |            |              |                |              |

### Medallero
| País       | Medalla de oro | Medalla de plata | Medalla de bronce |
| ---------- | -------------- | ---------------- | ----------------- |
| Irán       | 5              | 0                | 0                 |
| Tailandia  | 0              | 3                | 1                 |
| Japón      | 0              | 1                | 1                 |
| Uzbekistán | 0              | 1                | 3                 |

## Palmarés femenino
| Año  | Sede             | Campeón    | Final Resultado     | Subcampeón | Tercer lugar | Resultado | Cuarto lugar |
| ---- | ---------------- | ---------- | ------------------- | ---------- | ------------ | --------- | ------------ |
| 2005 | Bangkok          | Uzbekistán | 5:4                 | Tailandia  | Jordania     | 9:3       | Filipinas    |
| 2007 | Macao            | Japón      | 2:2 pró. (3–1) pen. | Tailandia  | Uzbekistán   | 2:1 pró.  | Vietnam      |
| 2009 | Hanói            | Japón      | 5:0                 | Jordania   | Tailandia    | 5:4       | Irán         |
| 2013 | Incheon          | Japón      | 2:1 pró.            | Irán       | Tailandia    | 5:1       | Indonesia    |
| 2017 | Asjabad          | Tailandia  | 3:1                 | Japón      | Irán         | 5:1       | China        |
| 2021 | Bangkok/Chonburi |            |                     |            |              |           |              |

### Medallero femenino
| País       | Medalla de oro | Medalla de plata | Medalla de bronce |
| ---------- | -------------- | ---------------- | ----------------- |
| Japón      | 3              | 1                | 0                 |
| Tailandia  | 1              | 2                | 2                 |
| Uzbekistán | 1              | 0                | 1                 |
| Jordania   | 0              | 1                | 1                 |
| Irán       | 0              | 1                | 1                 |